# デリック・ホール
デリック・ホール（Derick Hall, 2001年3月19日 - ）は、アメリカ合衆国ミシシッピ州ガルフポート出身のアメリカンフットボール選手。ポジションはアウトサイドラインバッカー。

## 経歴

### カレッジ
オーバーン大学では2年目の2020年シーズンまでローテーションでの出場だった。
2021年シーズンから先発に定着。52タックル、9サックを記録してオールSECセカンドチームに選出された。
2022年シーズンは60タックル、7サックを記録し、オールSECファーストチームに選出された。シーズン終了後、2023年のNFLドラフトにエントリーした。

### シアトル・シーホークス
| 6 ft 2+3⁄4 in (190 cm) | 254 lb (115 kg) | 34+1⁄2 in (88 cm) | 10 in (25 cm) | 4.55 s | 1.59 s | 2.64 s | 4.20 s | 7.23 s | 33.5 in (85 cm) | 10 ft 7 in (3.23 m) |
| Sources:               |                 |                   |               |        |        |        |        |        |                 |                     |

ドラフト全体37位でシアトル・シーホークスから指名された。